# Farn-Spargel
Der Farn-Spargel (Asparagus filicinus) ist eine Pflanzenart aus der Gattung Spargel (Asparagus) in der Familie der Spargelgewächse (Asparagaceae).

## Merkmale
Farn-Spargel ist eine zweihäusige, immergrüne, ausdauernde, krautige Pflanze, die Wuchshöhen von 50 bis 70 (selten bis 150) Zentimeter erreicht und möglicherweise ein Rhizom ausbildet. Der Stängel ist kantig und aufrecht. Die Zweige sind in waagerechten Ebenen angeordnet, wodurch die Pflanze farnähnlich aussieht. Die Scheinblätter sind flach, gebogen und messen 6 bis 20 × 0,8 bis 2 Millimeter. Sie sind zu 2 bis 8 am Knoten angeordnet. Die Schuppenblätter sind am Grund verhärtet aber dennoch nicht dornig. Je Knoten sind meist 1 bis 3 Blüten vorhanden. Die Blütenhülle ist 2 bis 3 Millimeter lang, der Blütenstiel 1 bis 2 Zentimeter. Die Beeren haben einen Durchmesser von 5 bis 6 Millimeter und sind schwarzgrün.
Die Blütezeit reicht von August bis September.
Die Chromosomenzahl beträgt 2n = 16, 18 oder 20.

## Vorkommen
Farn-Spargel kommt im Ost-Himalaya in Indien Bhutan, Myanmar, Thailand sowie Südwest- und Mittel-China in schattigen, feuchten Wäldern in Tälern in Höhenlagen von 1200 bis 3000 Meter vor.

## Nutzung
Farn-Spargel wird selten als Zierpflanze für Schnittblumen und als Schnittgrün genutzt. Die Art kam nach 1880 in Kultur.